# Гаї-Шевченківські

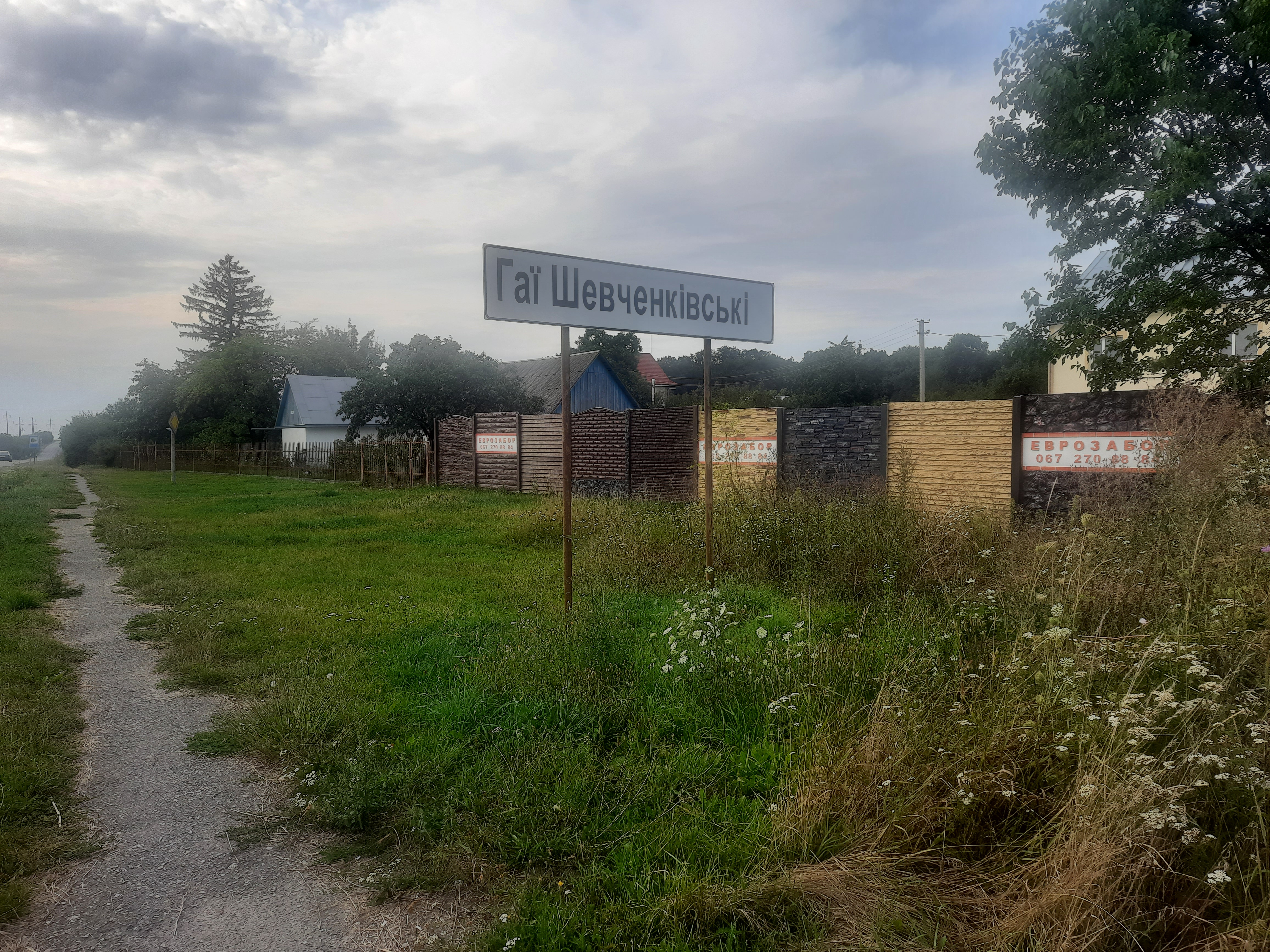
Дорожній знак при в'їзді в село

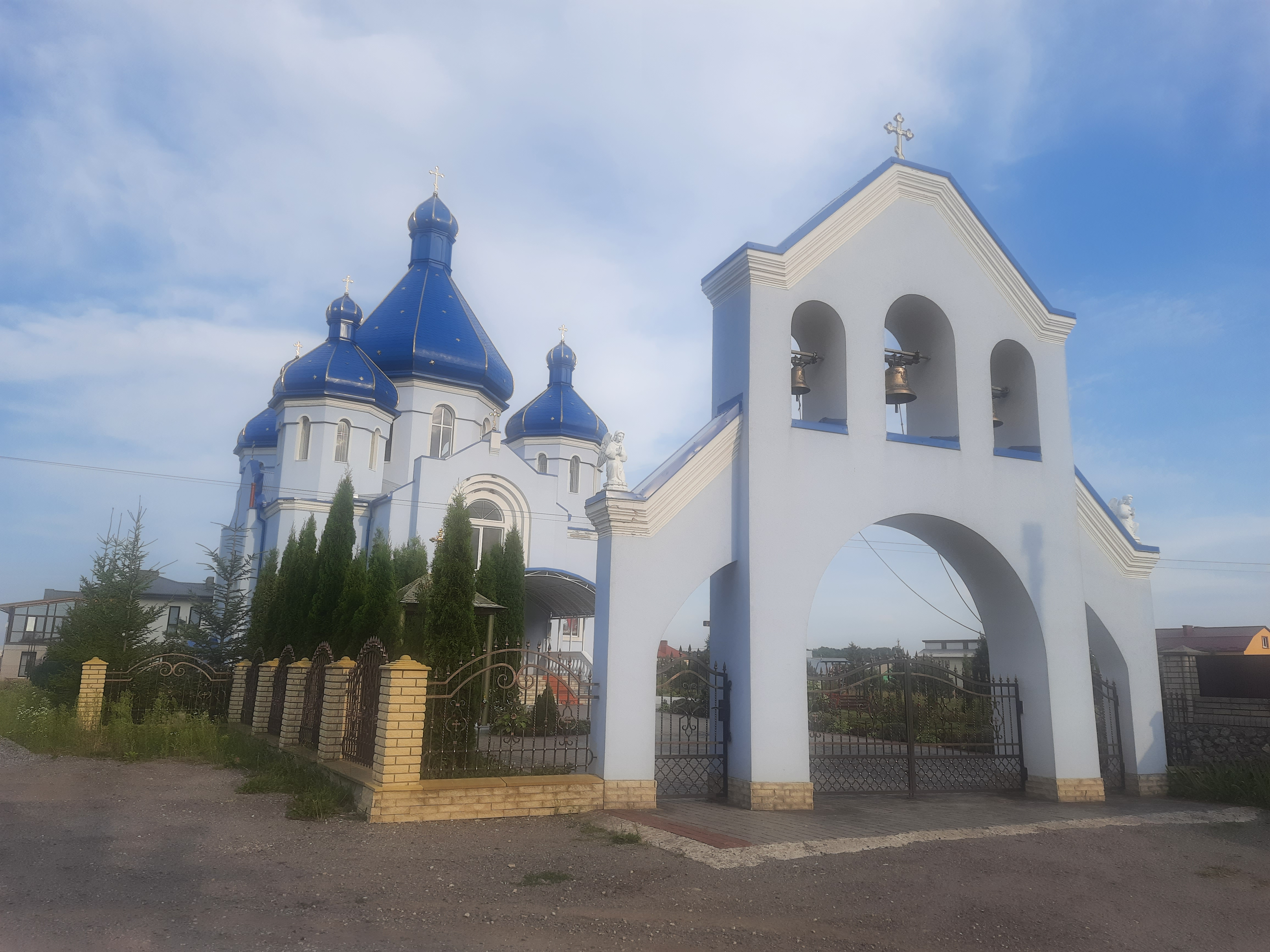
Церкви Успіння Пресвятої Богородиці ПЦУ.

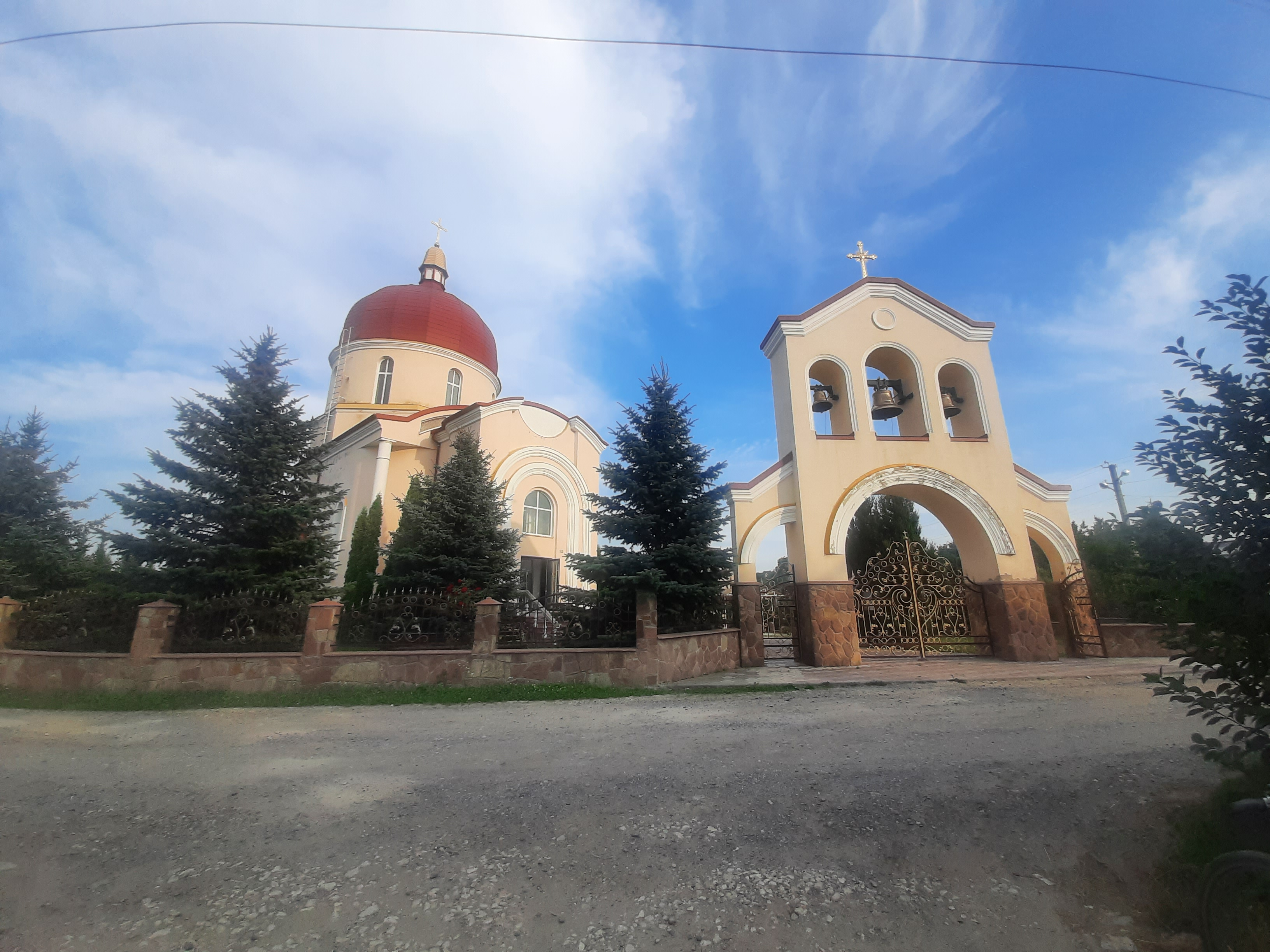
Церква Успіння Пресвятої Богородиці УГКЦ

Гаї́-Шевче́нківські (раніше Гаї Гніздичні, Гаї Шляхтинецькі) — село в Україні, у Байковецькій сільській громаді Тернопільського району Тернопільської області. Розташоване  в центрі району.
До 1990 р. — хутір. До 1995 року село належало до Лозівської сільської ради, у 1995—1999 — до Шляхтинецької сільської ради. Центр сільради (1998—2018). 11 липня 2018 р. прийнято рішення про входження до складу Байковецької сільської громади.

## Історія
До 1990 року Гаї-Шевченківські — хутір, який з часом розбудований у село.
Хутір почали заселяти, найімовірніше, на початку-середині 19 століття. Особливо після скасування панщини в Австро-Угорщині в 1848 р. Відоме від 1863 р. як Гаї Шляхтинецькі. Назва пов’язана з місцем розташування – поблизу села Шляхтинці; після німецько-радянської війни населений пункт назвали на честь Т. Шевченка.
В УСС і УГА воював Степан Сердюк. У 1920–1930-х рр. діяла філія товариства “Просвіта” і гурток “Рідної школи”.
В ОУН і УПА перебували, загинули, репресовані, симпатики цих об’єднань – близько 17 осіб, у т. ч. з дивізії “Галичина” – Микола Барабаш; криївка була в садибі Ткачів.
До 1990 року в селі було 50 дворів.
12 червня 2020 року, відповідно до розпорядження Кабінету Міністрів України № 724-р «Про визначення адміністративних центрів та затвердження територій територіальних громад Тернопільської області» увійшло до складу Байковецької сільської громади.
19 липня 2020 року, в результаті адміністративно-територіальної реформи та ліквідації Тернопільського району, село увійшло до складу новоутвореного Тернопільського району.

## Населення

### Мова
Розподіл населення за рідною мовою за даними перепису 2001 року:
| Мова       | Відсоток |
| ---------- | -------- |
| українська | 98,90%   |
| російська  | 0,83%    |
| румунська  | 0,27%    |

## Символіка
Рішення сесій сільської ради №8/6/11 «Про затвердження офіційної символіки Байковецької територіальної громади, сіл Байковецької територіальної громади та Положення про зміст, опис Гербів, Прапорів Байковецької територіальної громади, сіл Байковецької територіальної громади та порядок їх використання» від 26.02.2021 [Архівовано 24 жовтня 2021 у Wayback Machine.]

### Герб
Герб села Гаї-Шевченківські складається з двох рівних горизонтальних частин: верхньої білої, на якій розміщено графічний портрет молодого Тараса Шевченка і по краях дві червоно-чорні гілки калини, і нижньої, яка складається з двох смуг – червоної і чорної. Щит вписаний в декоративний картуш і увінчаний золотою сільською короною. Унизу картуша написи «ГАЇ-ШЕВЧЕНКІВСЬКІ» і «1986».

### Прапор
Квадратне полотнище розділене двома рівновеликими частинами. Верхня – біла з зображенням графічного портрета Тараса Шевченка і двох гілок калини по краях. Нижня – з червоною і чорною смугами.
На Прапорі повторюються кольори Герба.

### Тлумачення символіки
Враховуючи назву села, у Гербі використано портрет пророка українського народу молодого Тараса Шевченка (герб є промовистим), а також гілки калини, яка є одним з найбільш значущих символів ідентифікації нашої нації. Червоний і чорний кольори – це кольори національно-визвольного руху українців. Багато мешканців Гаїв-Шевченківських боролися в лавах Української повстанської армії.
Корона означає статус населеного пункту.

## Населення
Згідно з переписом УРСР 1989 року чисельність наявного населення села становила 163 особи, з яких 90 чоловіків та 73 жінки. Населення у 2016 році становило 1779 осіб. Станом на лютий 2021 року — 1895 осіб.
Станом на 19 жовтня 2023 року у селі проживає 1914 жителів.

## Релігія
- церкви Успіння Пресвятої Богородиці (2008, УГКЦ);
- церква Успіння Пресвятої Богородиці (2016, ПЦУ);
- каплиця святого преподобного Іова Почаївського (2011, ПЦУ).

Споруджено чотири фігури Божої Матері.
Храмовим празником громади села Гаї-Шевченківські є 28 серпня — день Успіння Пресвятої Богородиці.

## Пам'ятки
Споруджено пам'ятник 5-м повстанцям сотні «Бурлаки», полеглим 21 травня 1945 року в Шляхтинецькому лісі (1990).
Встановлено пам'ятний знак на місці криївки командира 3-ї воєнної округи «Лисоня» Володимира Якубовського (псевдо «Бондаренко»; 1994) і пам'ятний камінь на місці криївки надрайонового проводу УПА (2000).
23 серпня 2009 року відбулося відкриття погруддя пам'ятника Т. Г. Шевченка.
24 серпня 2014 року в селі відкрили пам'ятник Героям Небесної сотні. Ініціатор встановлення — мешканець села, голова громадської організації «Майдан Тернопіль» Богдан Брич.
Поблизу Гаїв-Шевченківських є Шляхтинецький ботанічний заказник місцевого значення.

## Культура, освіта
До 1939 року на хуторі діяв гурток «Рідної школи». Члени гуртка організовували драматичні вистави і концерти. Зібрані на виставах і концертах кошти передавалися керівництву гімназії товариства «Рідна школа» в м. Тернополі.
У 1960-х, на початку 1970-х років на хуторі діяла початкова школа.
У центрі села, «на гойдалці», проводилися виїзні перегляди кінофільмів та відбувався збір молоді.
28 липня 2013 року відкрито дошкільний навчальний заклад «Лісова казка».
Традиційними святами є День села, відзначення Шевченківських днів. Віднедавна до святкових днів села також увійшли «Свято вареників» та «Козацькі забави», «Веселі канікули з Богом» (останнє — за сприяння греко-католицької церкви).

## Спорт
У селі діє футбольна команда «Гаї Шевченківські», яка бере участь у різних районних змаганнях.
Команда у 2014 році виграла кубок чемпіонату Тернопільського району з футболу (група «А»).

## Відомі люди

### Народилися або проживали
- Богдан Габлевич — український громадський діяч, будівельник;
- о. Антін Лотович — український громадсько-релігійний діяч;
- Володимир Лотович — український громадсько-релігійний діяч;
- Зиновій Сердюк — український поет.
- Михайло Слободян - ветеран УПА
- Павло Шачко — український художник, іконописець.

### Померли
- Єпископ Іов (Василь Павлишин) — релігійний діяч.
- Теодозія Підгайна-Гуляк — діячка Українського національно-визвольного руху.[7]